# シグナル伝達兼転写活性化因子5A
シグナル伝達兼転写活性化因子5A（英: signal transducer and activator of transcription 5A、STAT5A）は、ヒトではSTAT5A遺伝子によってコードされているタンパク質である。STAT5Aのオルソログは全ゲノムデータが利用可能な有胎盤類のいくつかの種で同定されている。

## 構造
STAT5Aは、STATファミリーに属する他のメンバーと同じ6つの機能的ドメインを有する。C末端に20アミノ酸からなる固有の配列を有し、ホモログであるSTAT5Bとの類似性は96%である。6つの機能的ドメインと対応するアミノ酸残基を次に示す。
- N末端ドメイン（1–144番）: 四量体形成のための安定化相互作用を行う
- コイルドコイルドメイン（145–330番）: シャペロンと相互作用し、転写調節のためのタンパク質間相互作用を促進する
- DNA結合ドメイン（331–496番）: GAS（gamma-interferon activation sequence）への結合を可能にする
- リンカードメイン（497–592番）: DNA結合を安定化する
- SH2ドメイン（593–685番）: 受容体特異的なリクルートやリン酸化チロシンによるSTATの二量体化を媒介する。
- 転写活性化ドメイン（702–794番）: 重要なコアクチベーターと相互作用する。

6つの機能的ドメインに加えて、STAT5Aの機能を媒介するいくつかの残基が特定されている。チロシン694番のリン酸化とスレオニン82番のグリコシル化はSTAT5Aの活性に重要である。またセリン710番がフェニルアラニンへ置換されることで、STAT5Aは構成的活性化状態となる。

## 機能
STAT5AはSTATファミリーに属する転写因子である。サイトカインや成長因子に応答して、STATファミリーのメンバーは受容体に結合したキナーゼによってリン酸化され、その後ホモ二量体またはヘテロ二量体を形成して核内に移行し、そこで転写活性化因子として機能する。STAT5AはIL-2、IL-3、IL-7、GM-CSF、エリスロポエチン、トロンボポエチンやさまざまな成長ホルモンなど多くのリガンドによって活性化され、その応答を媒介する。TEL/JAK2遺伝子融合と関連した骨髄腫やリンパ腫ではSTAT5Aの活性化は細胞刺激非依存的となり、腫瘍形成に必要不可欠であることが示されている。STAT5AのマウスホモログはBCL2L1/Bcl-xLの発現を誘導することが明らかにされており、抗アポトーシス機能を果たしていることが示唆される。また、STAT5Aはプロラクチンシグナルの乳汁タンパク質遺伝子への伝達を担っており、乳腺の発達に必要である。

## がん
多くの研究により、白血病、乳がん、結腸がん、頭頸部がん、前立腺がんにおいてSTAT5Aが重要な役割を果たしていることが示されている。近年まで、これらのがんにおけるSTAT5Aの特性や機能についてはSTAT5Bとの区別がなされておらず、両者の挙動の差についてはさらなる研究が必要である。STAT5Aは免疫細胞の発生に不可欠な役割を果たしているため、免疫系による監視を損なわせることで腫瘍発生に寄与している可能性がある。
非リン酸化型（不活性型）STAT5Aは大腸がんの腫瘍成長を抑制している可能性があり、また口腔扁平上皮がんにおいて前腫瘍病変や腫瘍病変部位におけるSTAT5Aの活性化が予後マーカーとなる可能性が示されている。

### 前立腺がん
STAT5Aは前立腺の上皮構造の維持に関与しており、細胞生存や腫瘍成長に重要であることが示されている。前立腺がん細胞ではSTAT5A/Bは持続的に活性化されており、STAT5A/Bの阻害によって大規模なアポトーシスが引き起こされる。一方で、STAT5Aの特異的役割や活性の分布はほとんど明らかにされていない。前立腺上皮の正常組織と悪性組織の双方においてプロラクチンはJAK2-STAT5経路を活性化することが知られているが、これについてもSTAT5Aの特異的役割は不明である。

### 乳がん
乳腺の正常組織では、STAT5Aはプロラクチンの作用を媒介している。乳がんでは、STAT5Aは腫瘍の分化状態の維持や疾患の進行の抑制に重要である。STAT5Aの核内濃度の低さはSTAT5Bとは無関係に臨床転帰の悪さやがんの進行と関連しており、STAT5Aの高発現は浸潤や転移の阻害因子であるため臨床転帰の良さの指標となることが示唆されている。こうした傾向のため、抗エストロゲン薬などの治療応答の予測因子としての利用が提唱されている。

### 治療アプローチ
STAT5Aの特異的活性についての研究は広く行われているわけではないため、現時点で最も有望な治療法のはSTAT5A/Bの双方を標的としたものとなっている。これまでにSTAT5A特異的標的化の治療的有用性の可能性が報告されているのは、大腸がんにおいてである。STAT5A単独の阻害では大腸がん細胞に影響はみられないが、シスプラチンなどの化学療法薬と組み合わせることでがん細胞の薬剤に対する化学的感受性が高まる可能性がある。STAT5A/Bに焦点を当てた治療スキームでは、JAK2-STAT5経路のさまざまな媒介因子の標的化と阻害が行われている。

## 相互作用
STAT5Aは次に挙げる因子と相互作用することが示されている。
- CRKL（英語版）[16]
- EGFR[17][18]
- ERBB4[17][19]
- EPOR（英語版）[20]
- JAK1（英語版）[21]
- JAK2[21][22]
- MAPK1[23][24]
- NMI（英語版）[25]
- PTPN11[26][27]
- CBX5[28]

## 関連文献
- “Signaling through the JAK/STAT pathway, recent advances and future challenges”. Gene 285 (1–2):  1–24. (2002). doi:10.1016/S0378-1119(02)00398-0. PMID 12039028.
- “Signal transducer and activator of transcription 5 (STAT5)”. Int. J. Biochem. Cell Biol. 36 (11):  2120–4. (2004). doi:10.1016/j.biocel.2003.11.008. PMID 15313458.